# Zosterops stalkeri
Zosterops stalkeri là một loài chim trong họ Zosteropidae.